# Garde impériale durant la campagne de Russie
Pour un article plus général, voir Ordre de bataille de la Grande Armée pendant la campagne de Russie.
 (mars 2025).
Si vous disposez d'ouvrages ou d'articles de référence ou si vous connaissez des sites web de qualité traitant du thème abordé ici, merci de compléter l'article en donnant les références utiles à sa vérifiabilité et en les liant à la section « Notes et références ».
Dans cet article est rédigé l’ordre de bataille de la Garde impériale de Napoléon Ier durant la campagne de Russie en 1812.
La Garde impériale est un corps d'armée d'élite du Premier Empire, constitué de soldats vétérans et destiné à protéger fidèlement l'Empereur des Français et à servir de réserve d'élite à la Grande Armée lors des batailles.
Le maréchal Mortier commande la Jeune Garde, le maréchal Lefebvre commande la Vieille Garde, le maréchal Bessières commande la Garde impériale.

## Corps d'infanterie de la Jeune Garde

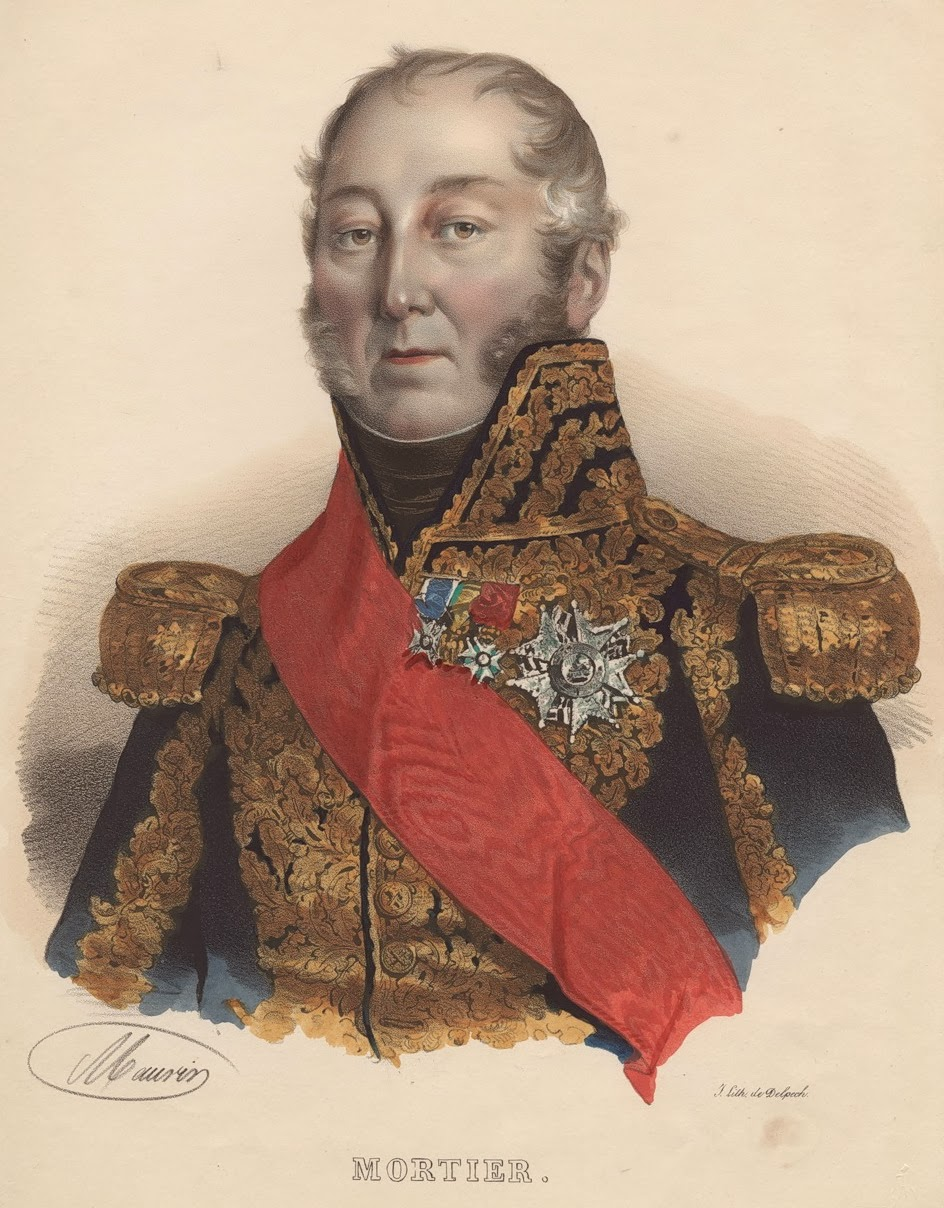
Édouard Mortier (1768-1835), maréchal d'Empire et duc de Trévise.

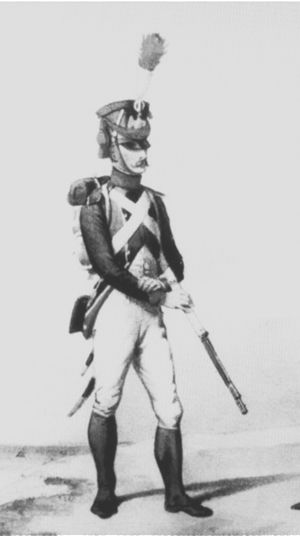
Tirailleur de la Jeune Garde.

Le Corps est sous le commandement du maréchal Mortier.

### 1redivisionde la Jeune Garde
La division est sous le commandement du général Delaborde.
- Brigade Berthezène
  - 4e régiment de voltigeurs de la Garde impériale : 2 bataillons.
  - 5e régiment de voltigeurs de la Garde impériale : 2 bataillons.
  - 4e régiment de tirailleurs de la Garde impériale : 2 bataillons.

- Brigade Lanusse
  - 5e régiment de tirailleurs de la Garde impériale : 2 bataillons.
  - 6e régiment de tirailleurs de la Garde impériale : 2 bataillons.
  - 6e régiment de voltigeurs de la Garde impériale : 2 bataillons.

### 2edivisionde la Jeune Garde
La division est sous le commandement du général Roguet
- Brigade Lanabère
  - 1er régiment de voltigeurs de la Garde impériale : 2 bataillons.
  - 1er régiment de tirailleurs de la Garde impériale : 2 bataillons.

- Brigade Boyeldieu
  - Régiment des fusiliers-grenadiers de la Garde impériale : 2 bataillons.
  - Régiment des fusiliers-chasseurs de la Garde impériale : 2 bataillons.

### Légion de la Vistule
La division est sous le commandement du  général Claparède
- Brigade Chlopiki
  - 1er régiment d'infanterie de la Légion de la Vistule : 2 bataillons.
  - 2e régiment d'infanterie de la Légion de la Vistule : 2 bataillons.

- Brigade Général Bronikowski
  - 3e régiment d'infanterie de la Légion de la Vistule : 2 bataillons.

## Division de Vieille Garde à pied

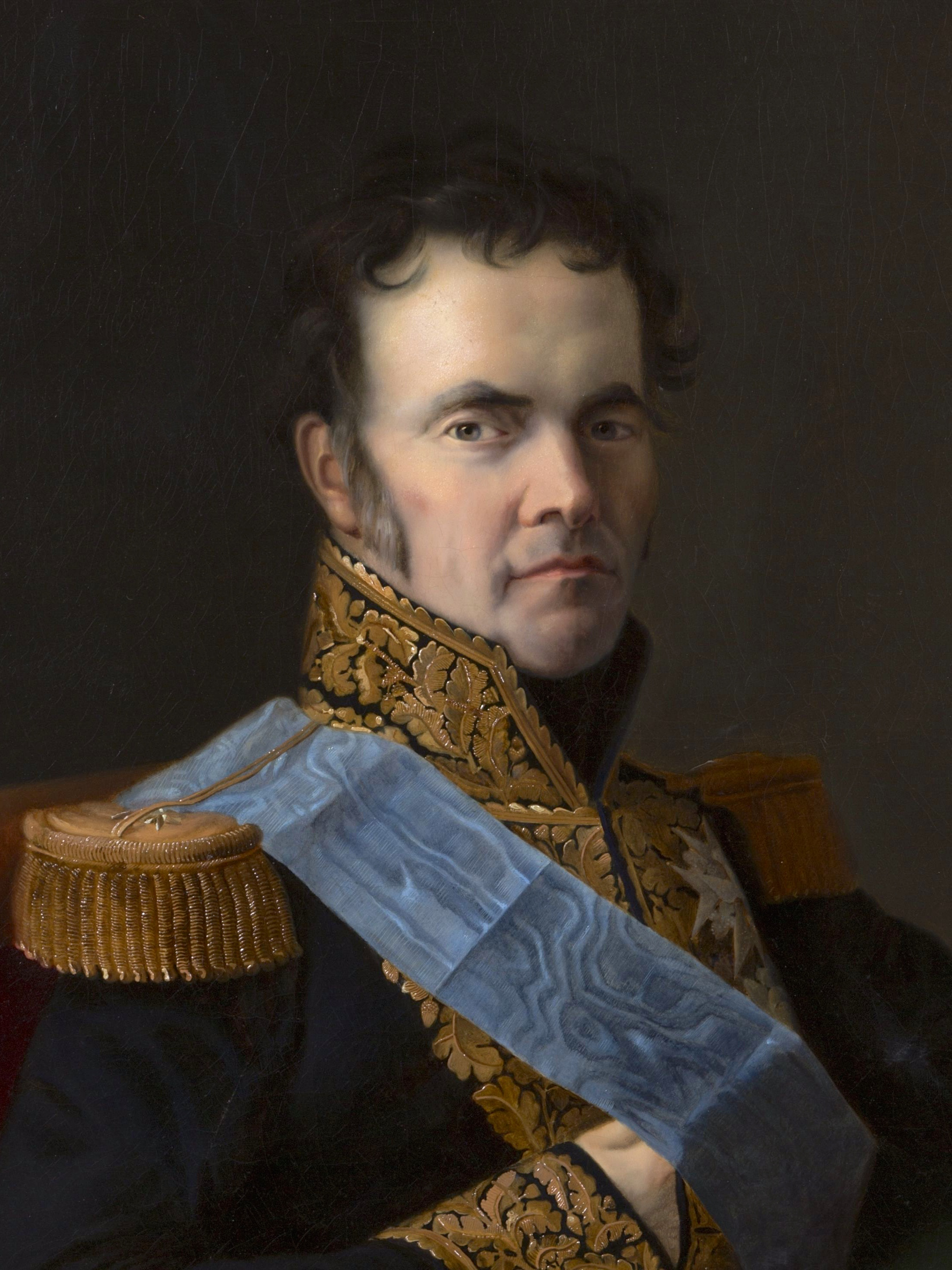
Portrait de Philibert Curial (1820).

La division est sous le commandement du général Curial
- Brigade Michel
  - 1er régiment de grenadiers-à-pied de la Garde impériale : 2 bataillons.
  - 2e régiment de grenadiers-à-pied de la Garde impériale : 2 bataillons.
  - 3e régiment de grenadiers-à-pied de la Garde impériale : 2 bataillons.

- Brigade Boyer
  - 1er régiment de chasseurs-à-pied de la Garde impériale : 2 bataillons.
  - 2e régiment de chasseurs-à-pied de la Garde impériale : 2 bataillons.

## Corps de cavalerie de la Garde

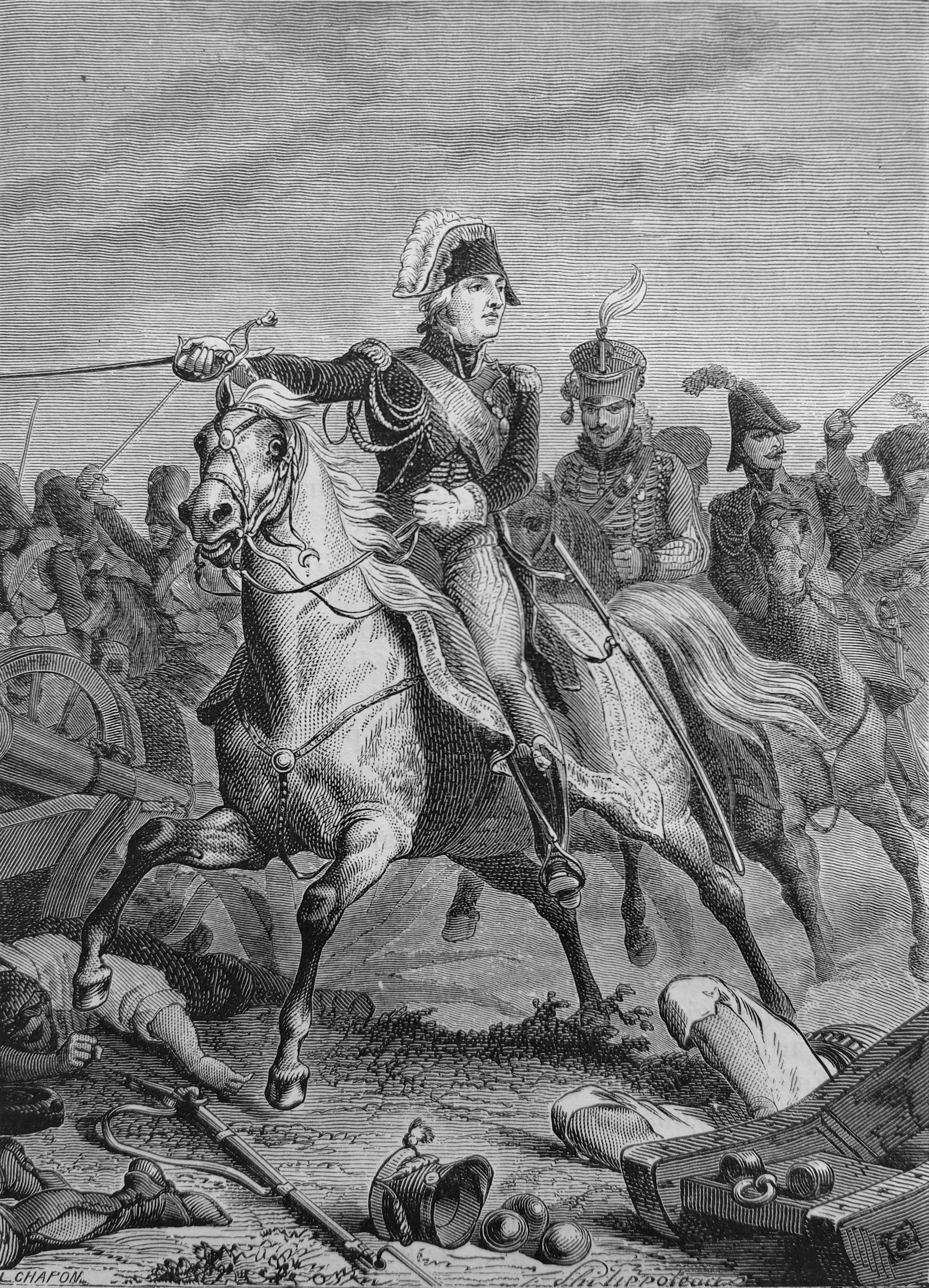
Le maréchal Bessières menant une charge de sa cavalerie, par Henri Félix Emmanuel Philippoteaux.

Le Corps est sous le commandement du maréchal Bessières (chef d'état-major : Soulages).
- Brigade Walther
  - Régiment de grenadiers à cheval de la Garde impériale (général Lepic)
- Brigade Guyot
  - Régiment des chasseurs à cheval de la Garde impériale (colonel Lion)
  - Escadron des mamelouks (colonel Kirmann)
- Brigade Saint-Sulpice
  - Régiment des dragons de l'Impératrice (colonel Letort)
- Brigade Krasiński
  - Régiment des lanciers polonais de la Garde (colonel Konopka)
  - Régiment des Uhlans de la Vistule
- Brigade Colbert
  - Lanciers rouges (général Colbert)
  - Escadron des gendarmes d'élite

- Artillerie : général Desvaux de Saint-Maurice
  - Régiment d'artillerie à cheval de la Garde impériale (1re et 2e compagnies )
  - 7e bataillon principal du train (2e et 3e compagnies)

- Administration et soutien :
  - Sabatier / Charamond[1].

## Unité attachée à la Garde
La brigade hessoise du Prince Emil de Hesse-Darmstadt était placée à la suite de la garde au cours des phases ultérieures de la campagne. Pour ce faire, les troupes hessoises de la 26e division (Général Daendels) du IXe Corps du Maréchal Victor ont été détachée du commandement susmentionné.